# Essigny-le-Grand
Essigny-le-Grand ist eine französische Gemeinde mit 1.063 Einwohnern (Stand: 1. Januar 2022) im Département Aisne in der Region Hauts-de-France (vor 2016: Picardie); sie gehört zum Arrondissement Saint-Quentin und zum Kanton Ribemont. Die Einwohner werden Essignaquois genannt.

## Geografie
Die Gemeinde Essigny-le-Grand liegt etwa sieben Kilometer südlich von Saint-Quentin auf einem Plateau zwischen den Flüssen Aisne und Somme. Im Osten und Südosten der Gemeinde Essigny-le-Grand stehen drei Windkraftanlagen eines interkommunalen Windparks. Umgeben ist Essigny-le-Grand von den Nachbargemeinden Castres im Norden, Urvillers im Nordosten, Benay im Osten, Hinacourt im Südosten, Gibercourt und Montescourt-Lizerolles im Süden, Clastres im Südwesten, Seraucourt-le-Grand im Westen sowie Contescourt im Nordwesten.

## Bevölkerungsentwicklung
| Jahr                       | 1962 | 1968 | 1975 | 1982 | 1990 | 1999 | 2006 | 2012 | 2021 |
| Einwohner                  | 701  | 725  | 655  | 985  | 1252 | 1196 | 1143 | 1086 | 1054 |
| Quellen: Cassini und INSEE |      |      |      |      |      |      |      |      |      |

## Sehenswürdigkeiten

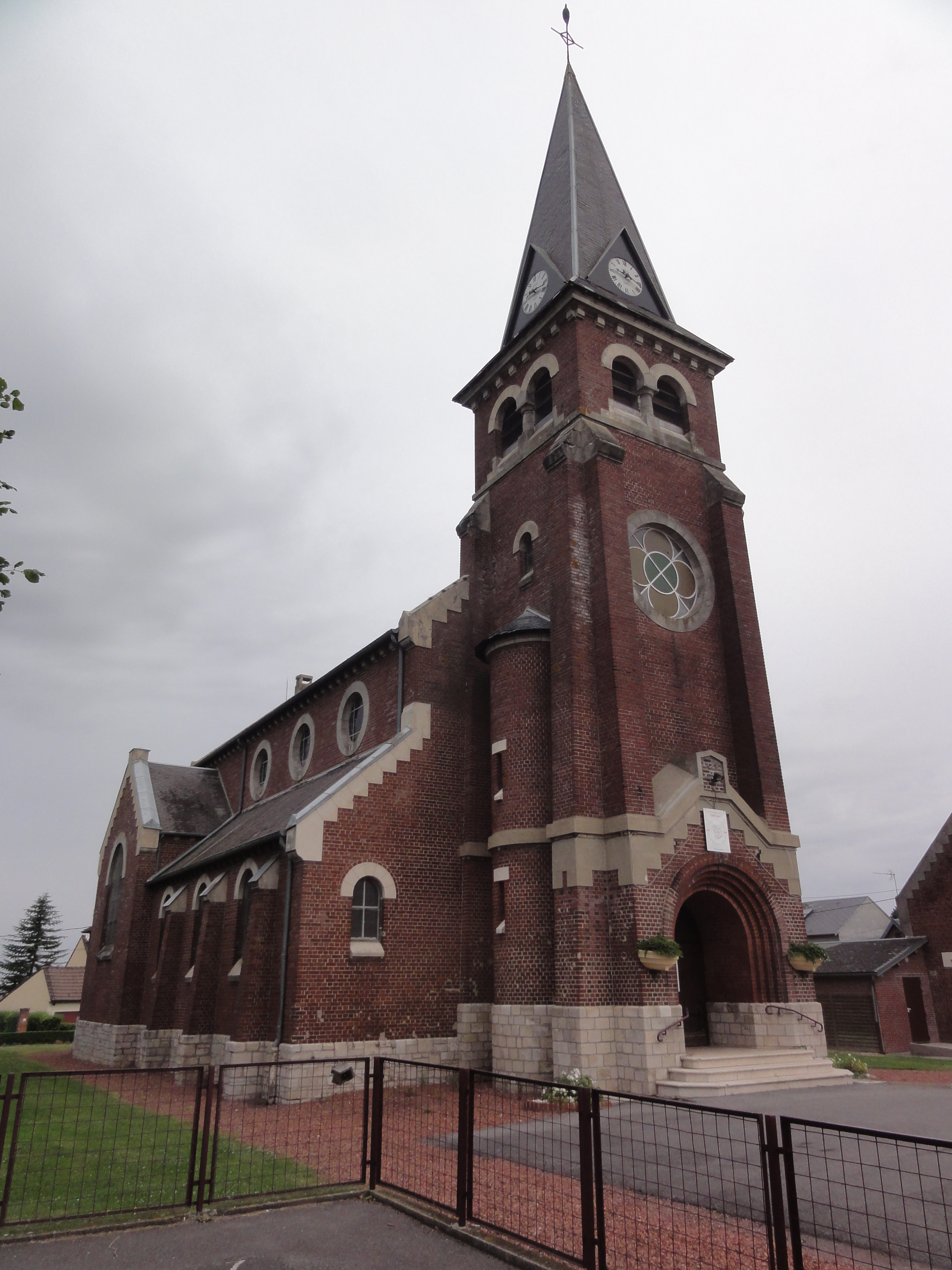
Kirche Saint-Saulve
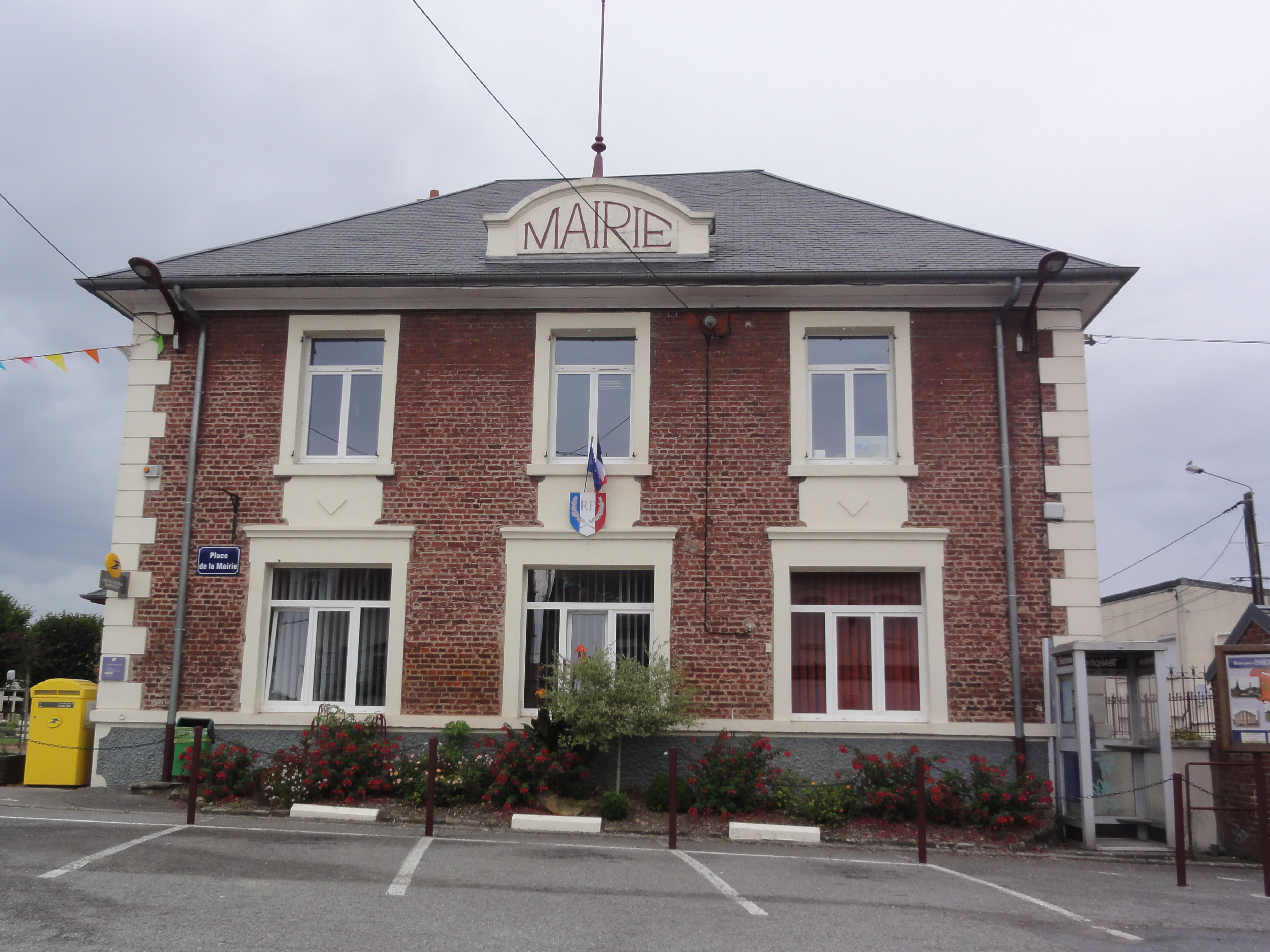
Rathaus (mairie)
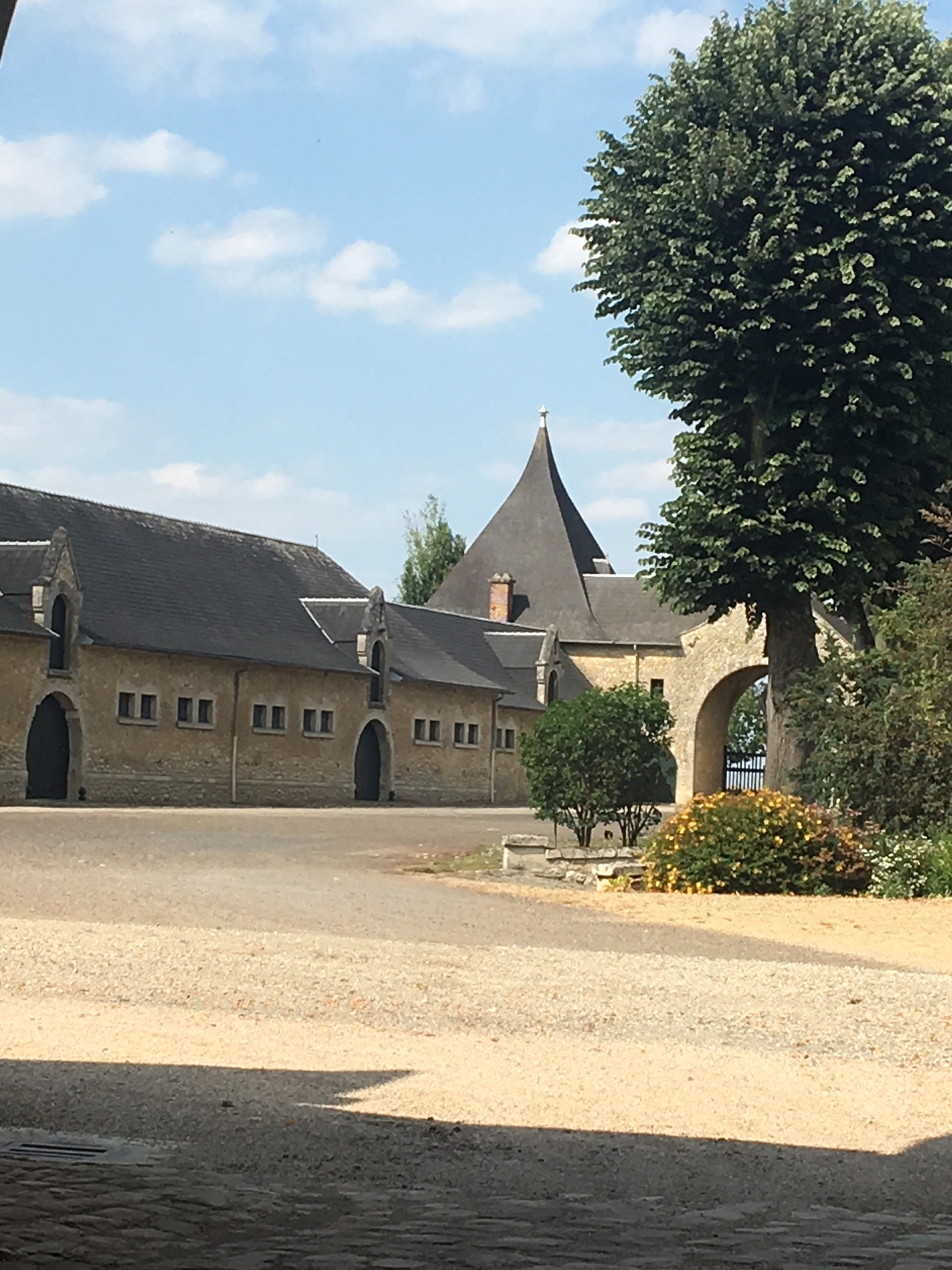
Gutshof
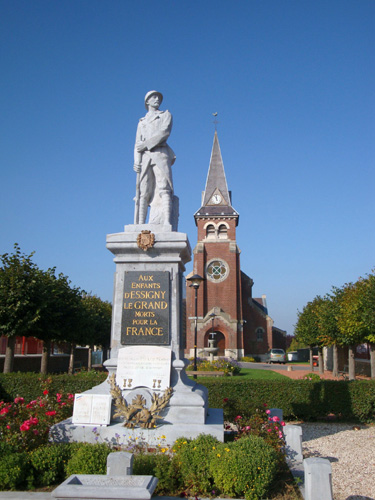
Gefallenendenkmal

- Gutshof, Monument historique

- Kirche Saint-Saulve
- Rathaus (mairie)
- Gutshof
- Gefallenendenkmal

## Gemeindepartnerschaft
Mit der britischen Gemeinde Richhill im nordirischen County Armagh besteht seit 2011 eine Gemeindepartnerschaft.